# Debbie Warren-Jeans
Debbie Warren-Jeans, née le 28 juin 1964, est une judokate zimbabwéenne.

## Carrière
Debbie Warren-Jeans est médaillée d'or aux Championnats d'Afrique de judo 1986 à Casablanca.
Elle dispute les Jeux olympiques d'été de 1988 et de 1992, sans obtenir de médaille, puis obtient une médaille d'or aux Jeux africains de 1995 à Harare.